# Paune
Paune (em cirílico: Пауне) é uma vila da Sérvia localizada no município de Valjevo, pertencente ao distrito de Kolubara. A sua população era de 509 habitantes segundo o censo de 2011.

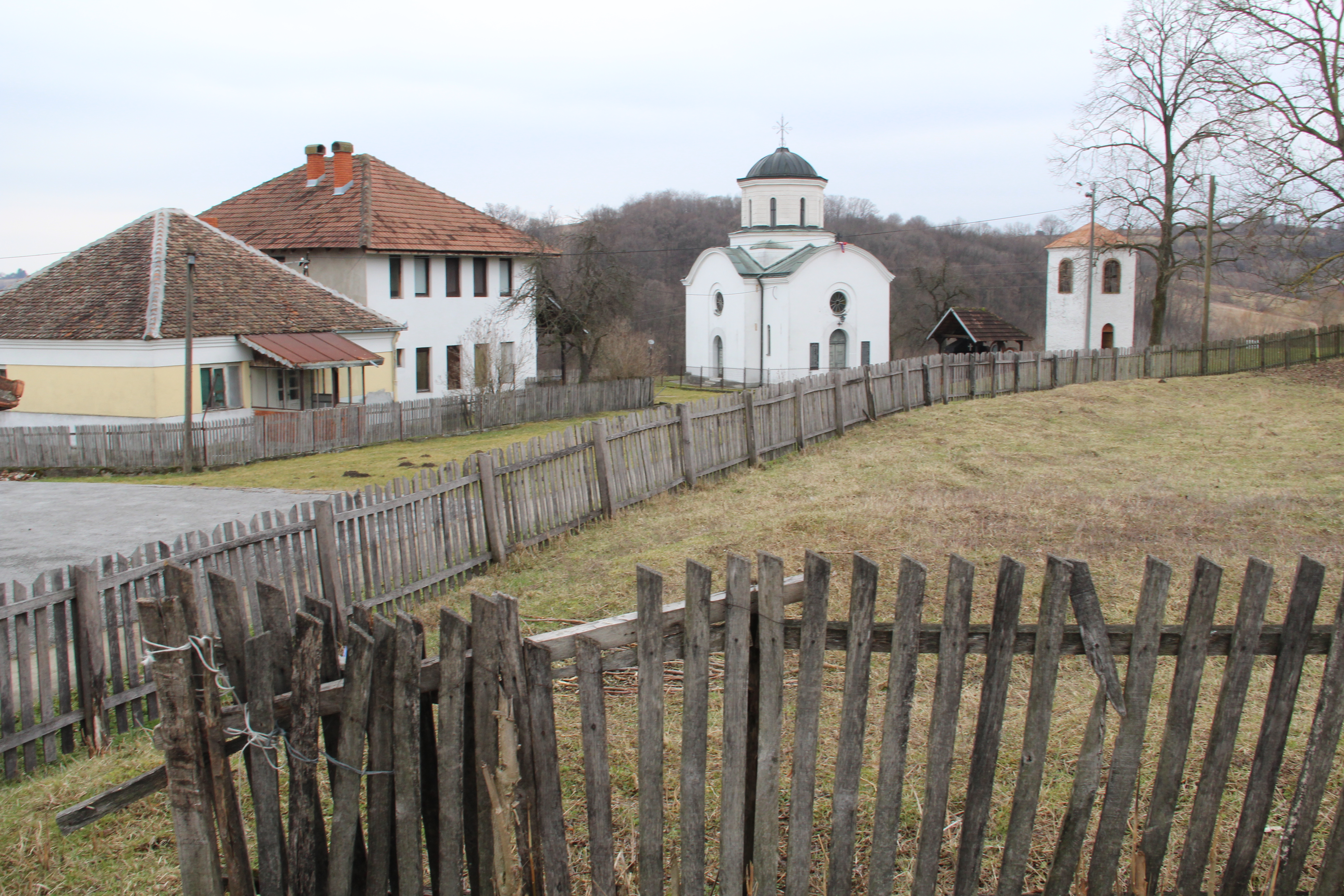
Paune vila - Igreja de São João
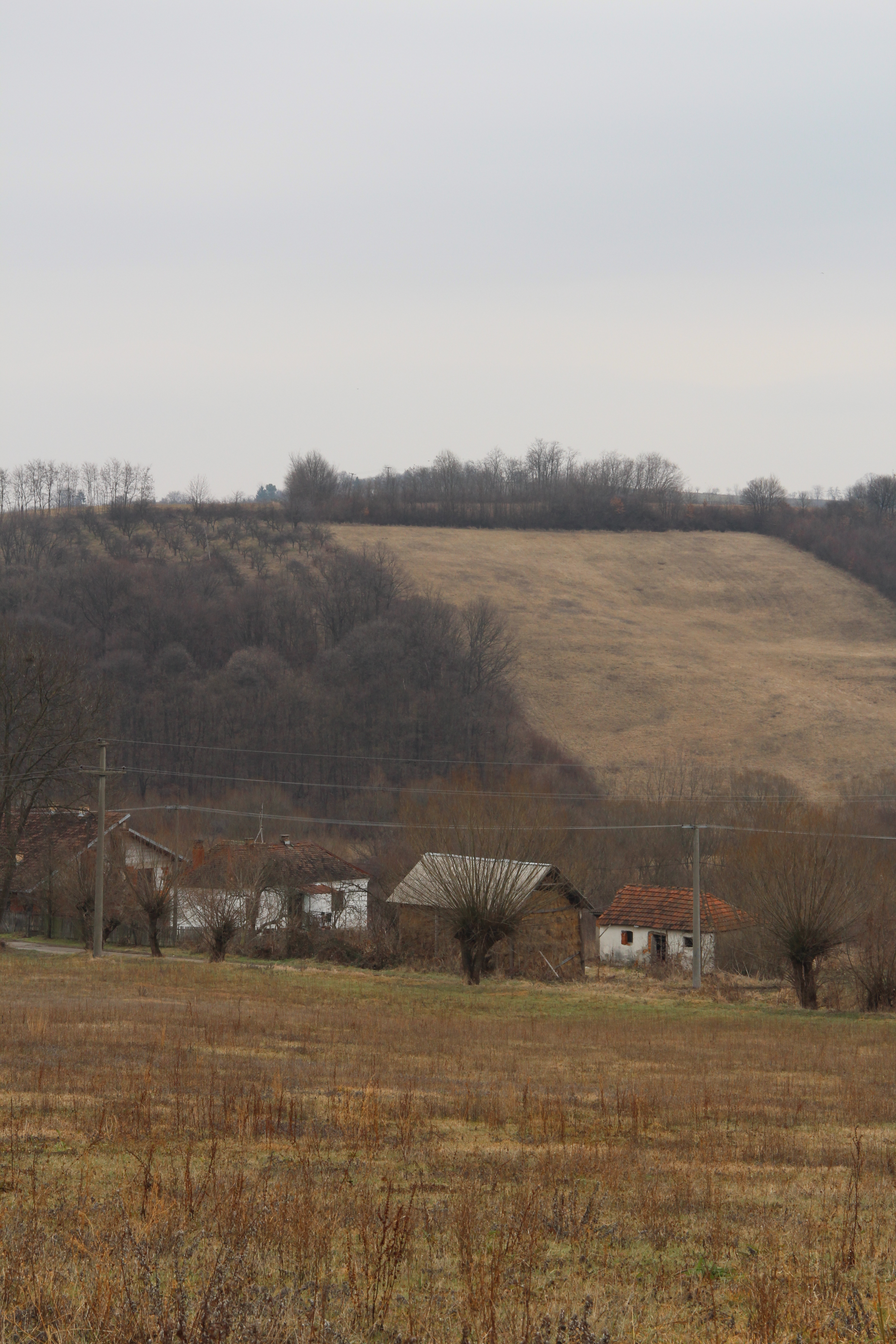
Paune vila - panorama
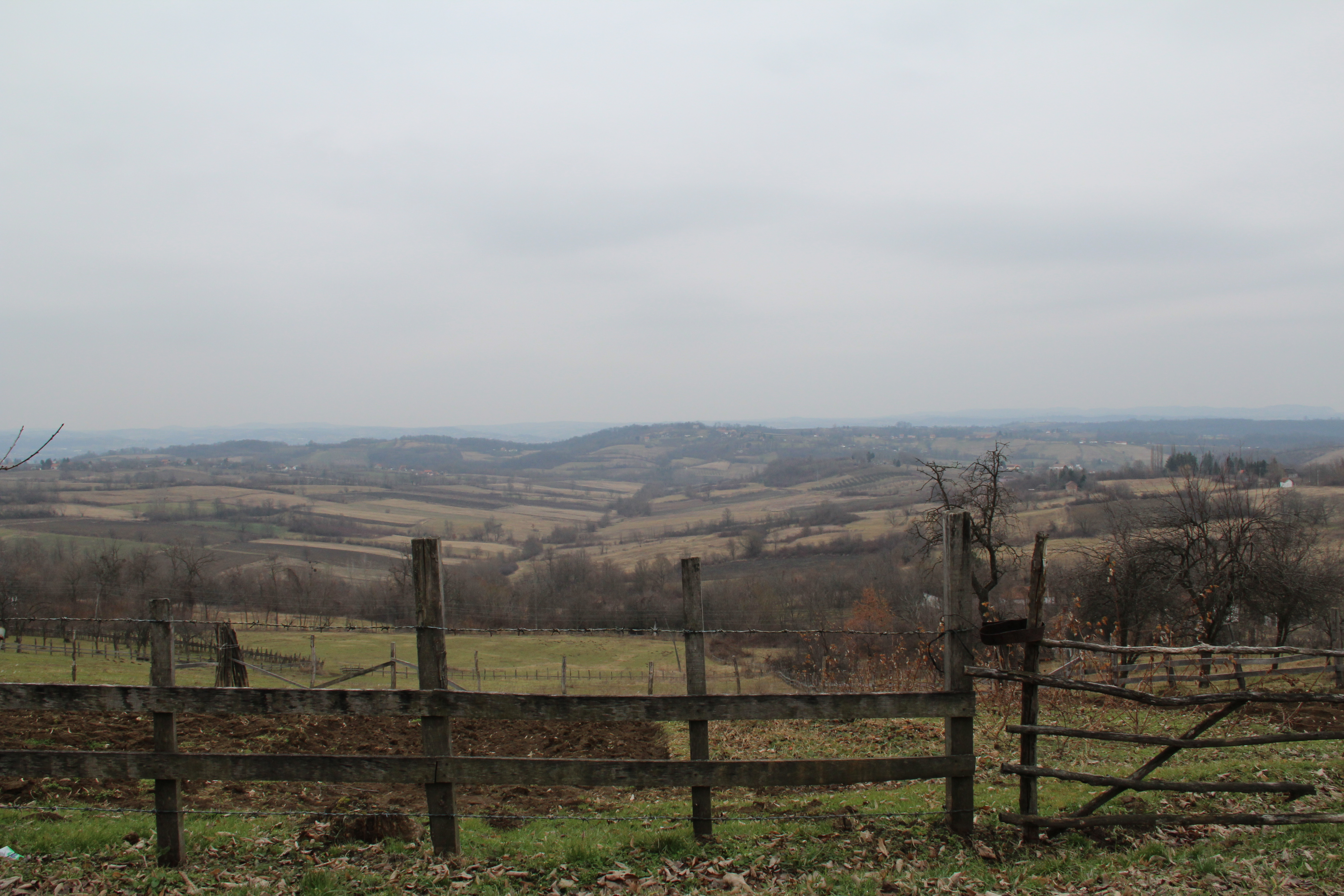
Paune vila - panorama
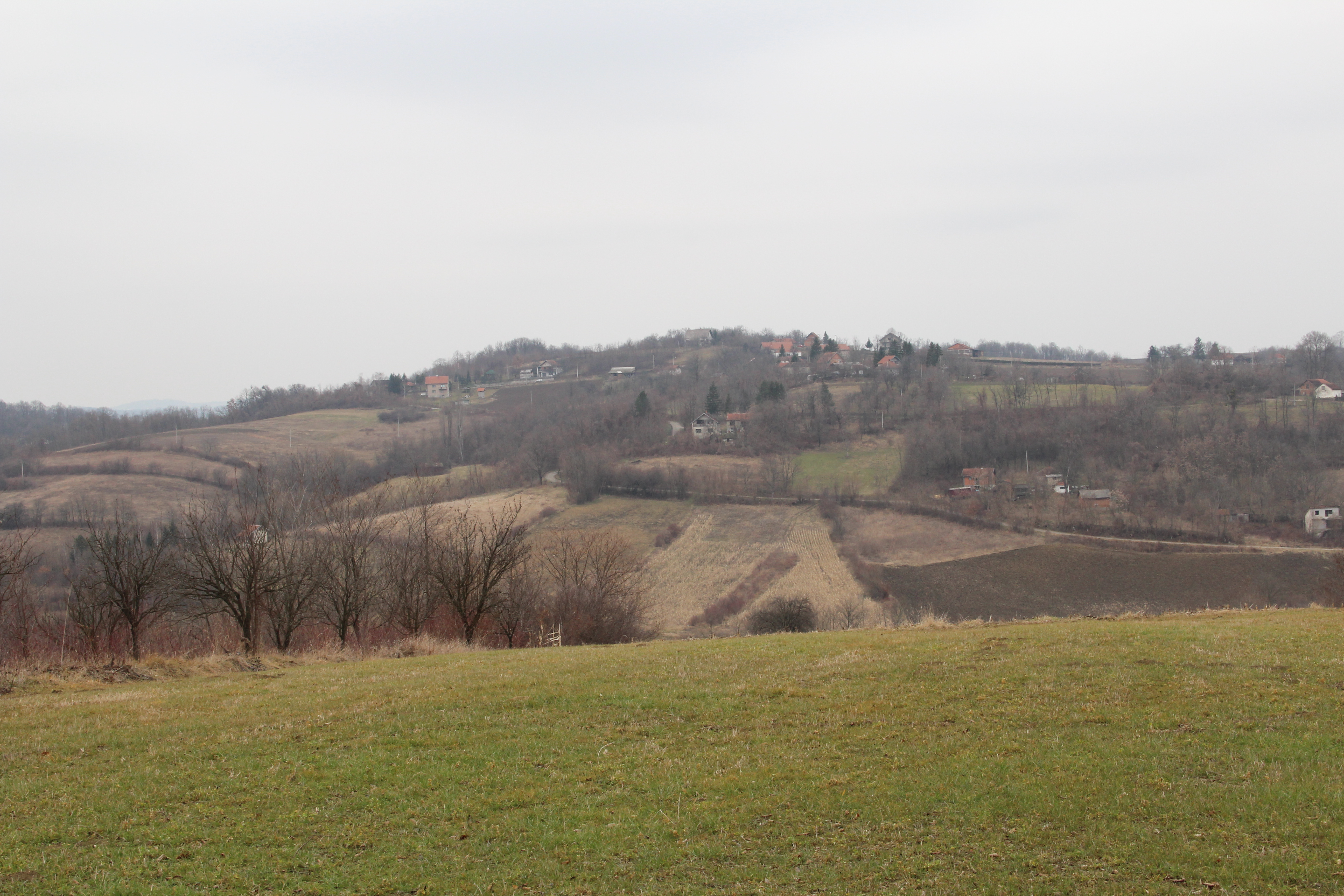
Paune vila - panorama
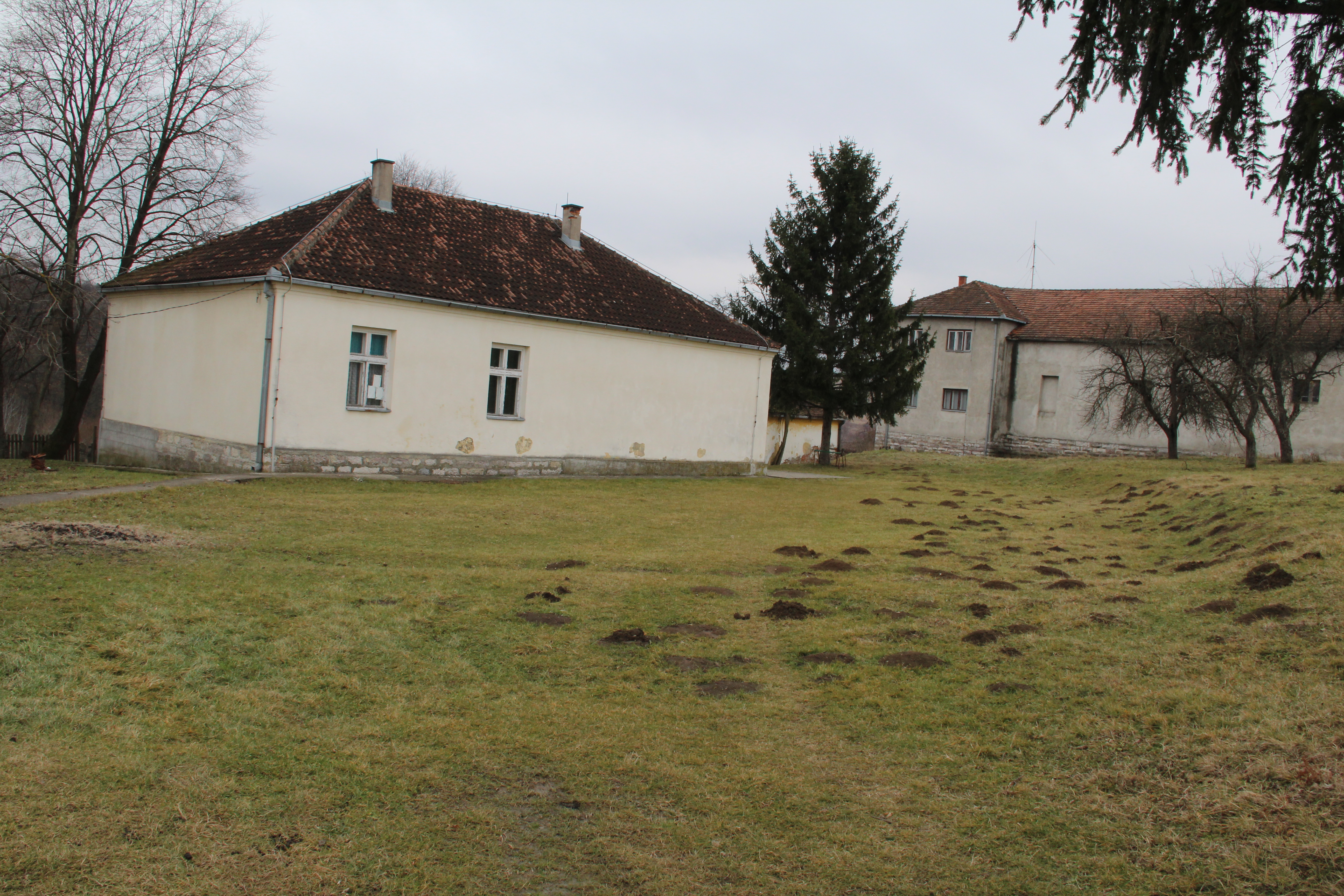
Paune vila - velha escola
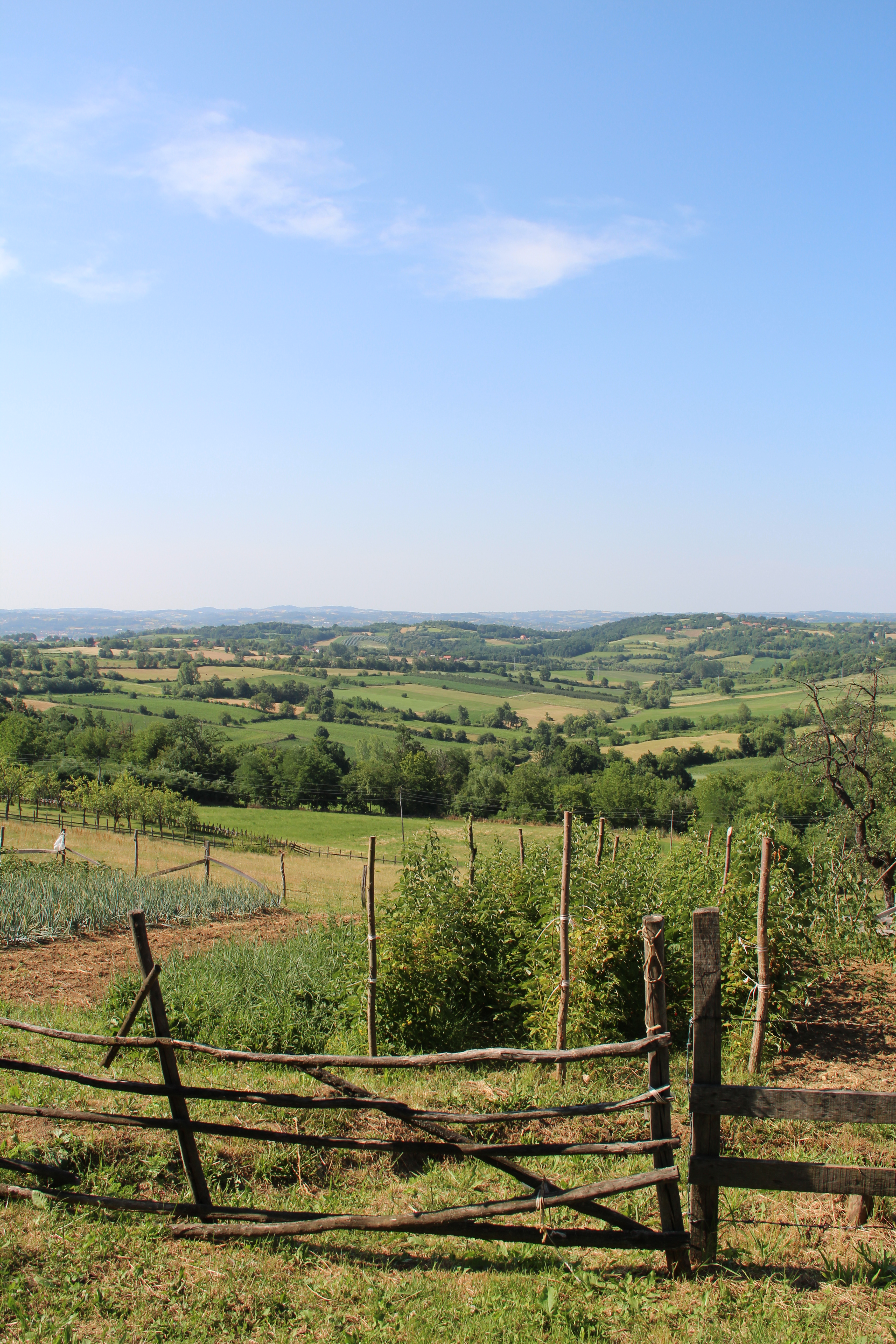
Paune - panorama
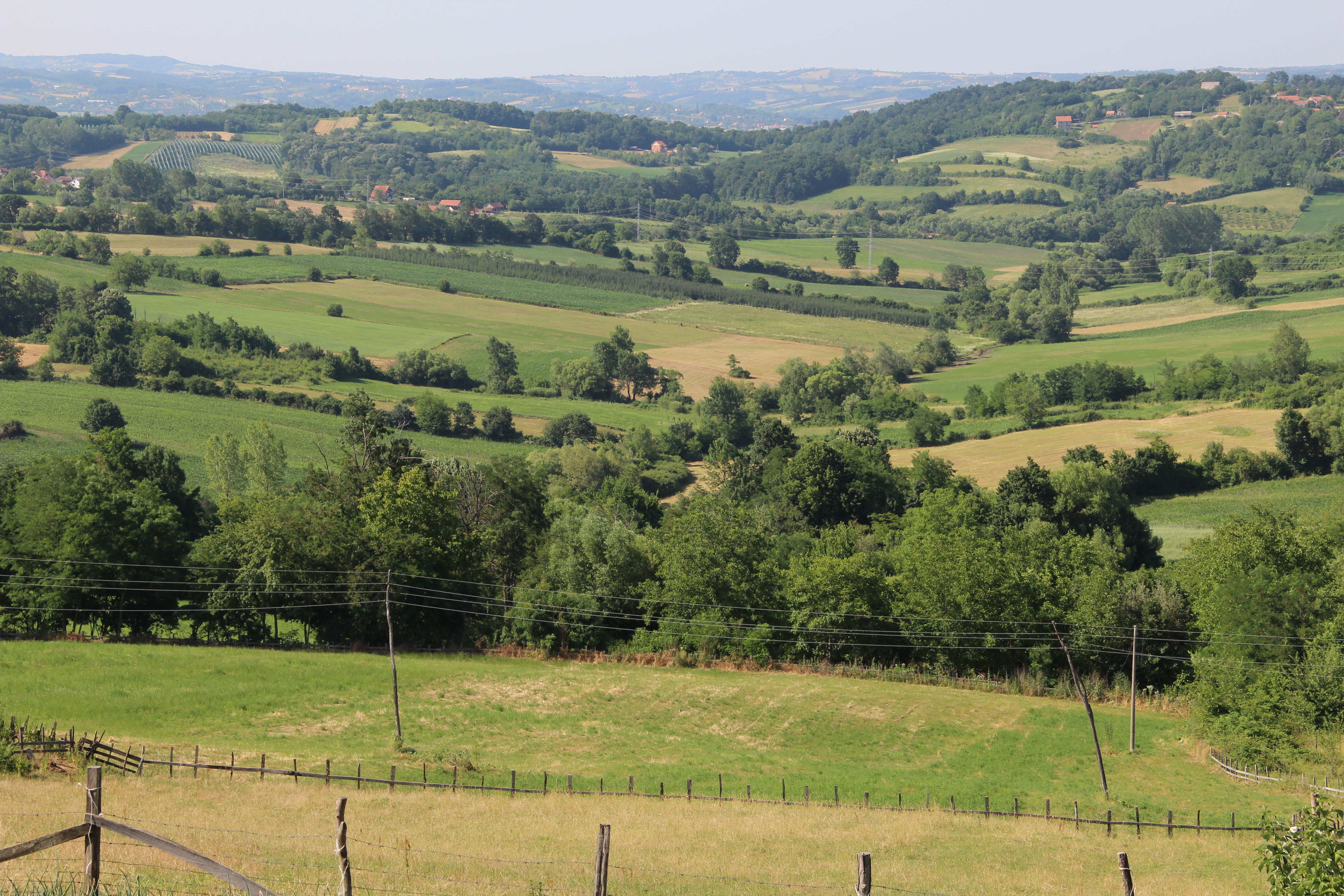
Paune - panorama
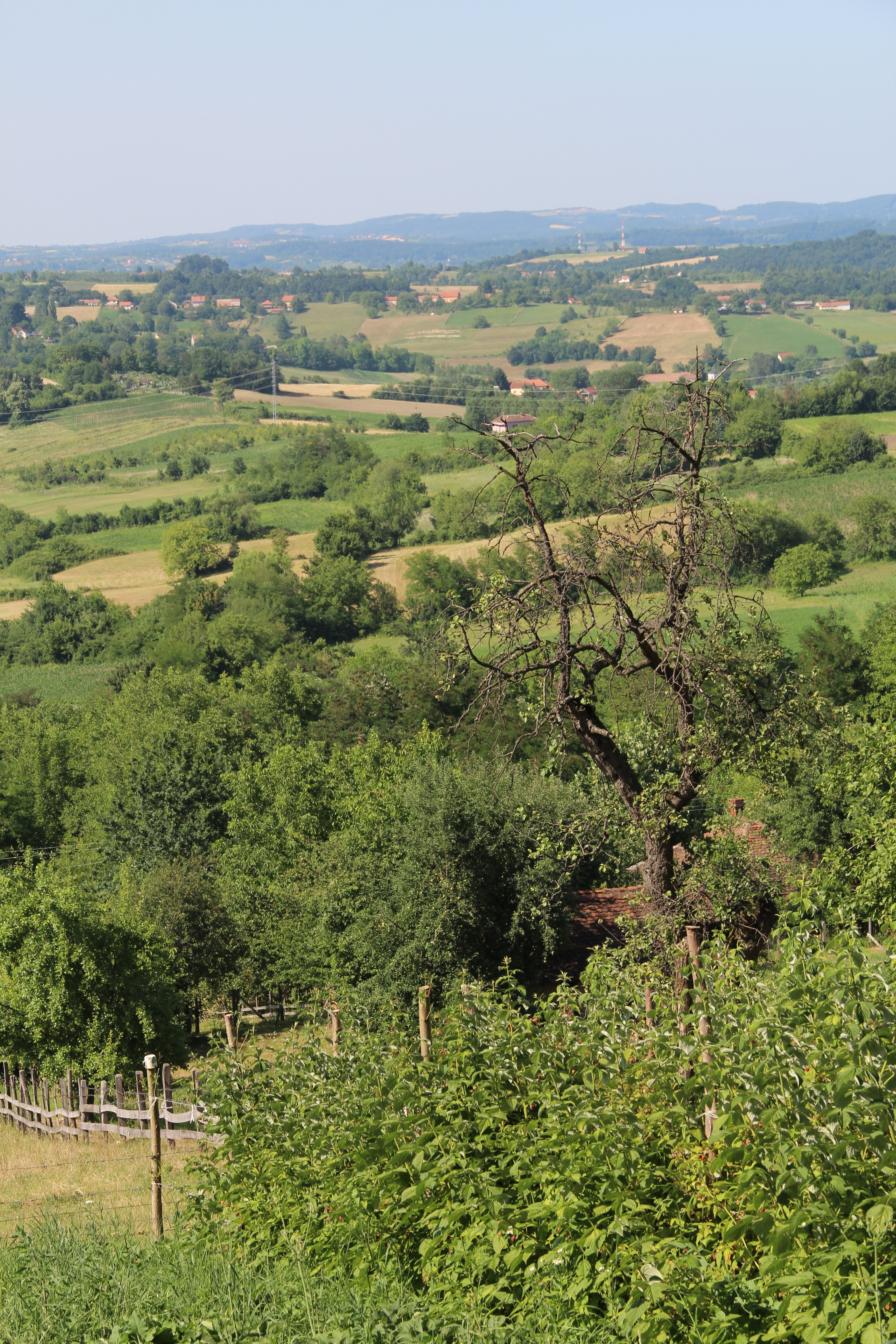
Paune - panorama
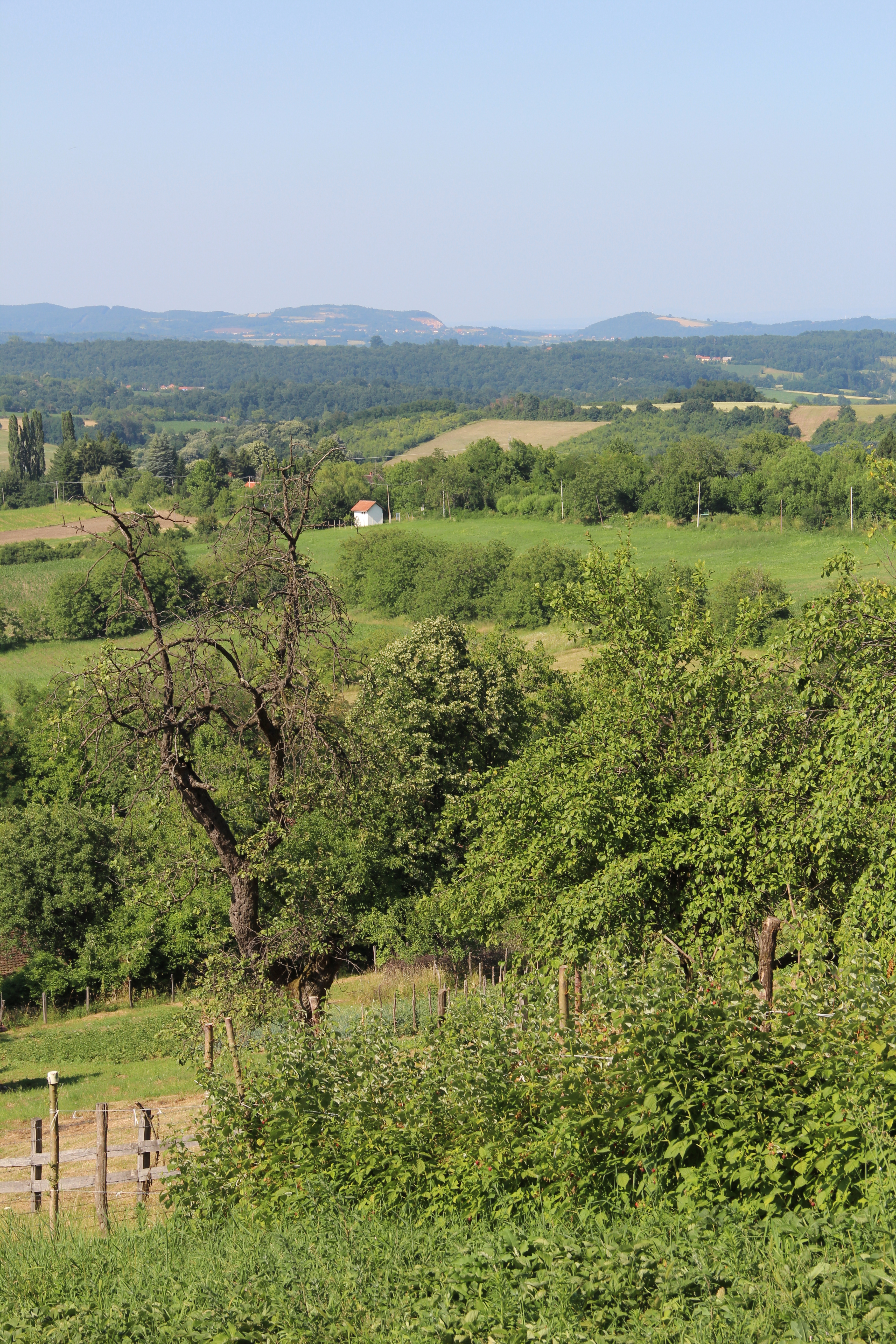
Paune - panorama
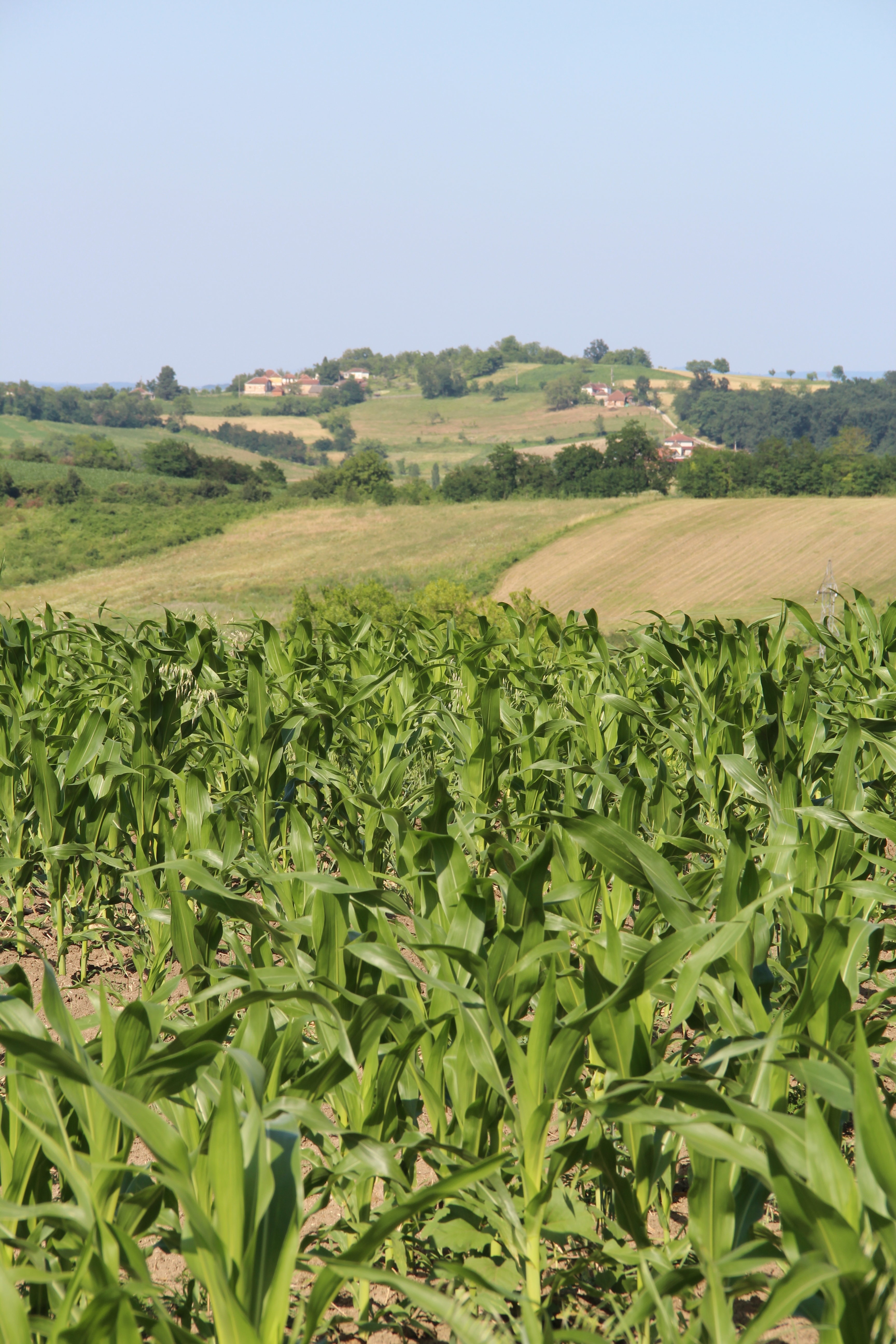
Paune - panorama
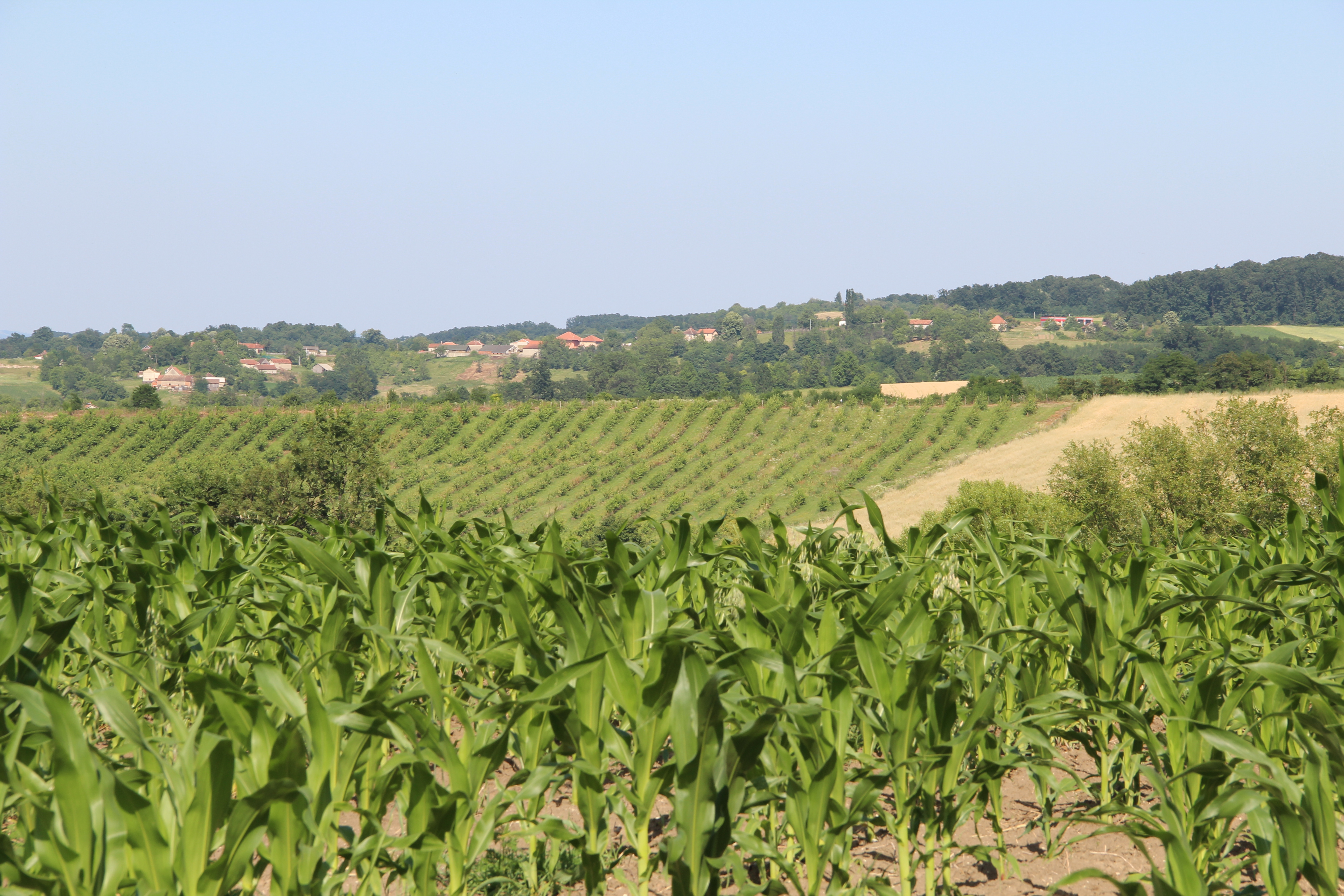
Paune - panorama

## Demografia
| 1948  | 1953  | 1961 | 1971 | 1981 | 1991 | 2002 | 2011 |
| ----- | ----- | ---- | ---- | ---- | ---- | ---- | ---- |
| 1 062 | 1 048 | 968  | 870  | 747  | 666  | 596  | 509  |